# Franz Xaver Haegy

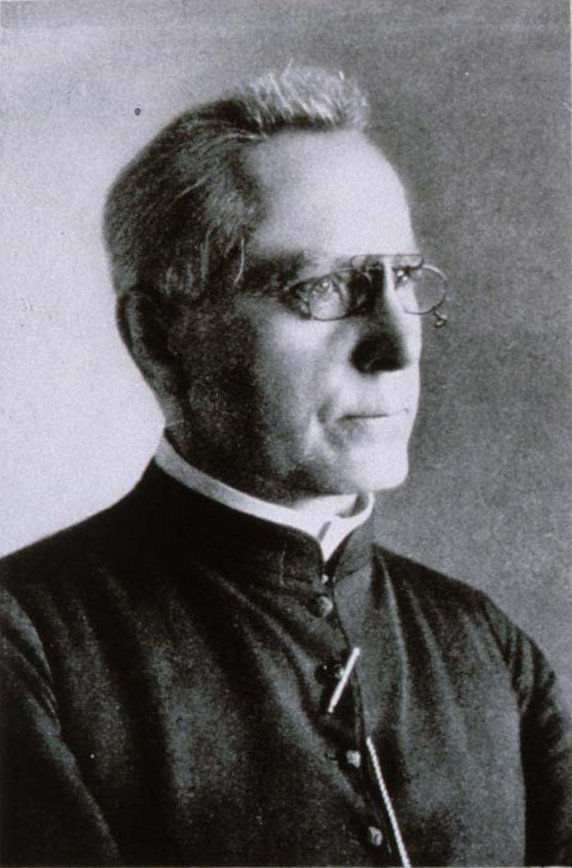
Xavier Haegy

Franz Xaver Haegy, född 2 december 1870 i Hirsingen, död 11 maj 1932 i Colmar, var en elsassisk politiker, katolsk präst, publicist och bokförlagsman.
Haegy var 1911-14 medlem av tyska riksdagen och placerade under första världskriget som "opålitlig" i sjukvårdstjänst i Schlesien. Då regeringen Édouard Herriots regering 1924-25 försökte införliva Elsass-Lothringen med den franska republikens centralistiska, konfessionslösa styrelsesystem och därmed framkallade den starka autonomiska hembygdsrörelsen där, blev Haegy en av dennas ledare, speciellt genom det inflytelserika elsassiska folkpartiet.